# Bad Schwartau
Bad Schwartau je německé město ležící v zemském okrese Východní Holštýnsko ve spolkové zemi Šlesvicko-Holštýnsko. Leží na řece Trave přibližně 5 km severně od města Lübeck, kde se tato řeka vlévá do Baltského moře. V Bad Schwartau se nacházejí lázně proslulé jodidovými slanými prameny.

## Doprava
Bad Schwartau leží v blízkosti dálnice A1 (Vogelflug-Linie, Hamburg - Kodaň) a město obsluhují i městské autobusy města Lübeck. Nádraží Bad Schwartau leží na tratích Kiel - Lübeck a Lübeck - Puttgarden.

## Pamětihodnosti
- Kostel sv. Fabiána a Šebastiána ve čtvrti Rensefeld je prostá gotická stavba s věží a plochými stropy z poloviny 13. století. Stojí na místě staršího kostela, zničeného v německo-dánských válkách.
- Kaple sv. Jiří z roku 1508 je prostá cihlová stavba bez věže a se sedlovou střechou. Stojí na místě kaple středověkého špitálu. Pozdně gotický křídlový oltář je v muzeu v Lübecku.

## Hospodářství
Těžištěm hospodářství je potravinářský průmysl, v čele s firmou Schwartauer Werke, což je přední německý výrobce zavařenin a ovocných sirupů.

## Osobnosti

### Zde narození
- Karl Schultz (*1937), jezdec na koni, účastník Olympijských her v letech 1972 a 1976
- Wolfram Kühn (*1952), bývalý viceadmirál německého námořnictva a zástupce generálního inspektora Bundeswehru

### Zde žijící
- Emanuel Geibel (1815-1884), německý básník a dramatik
- Sandra Völker (*1974 v Lübecku), plavkyně, volný styl a znak

## Galerie

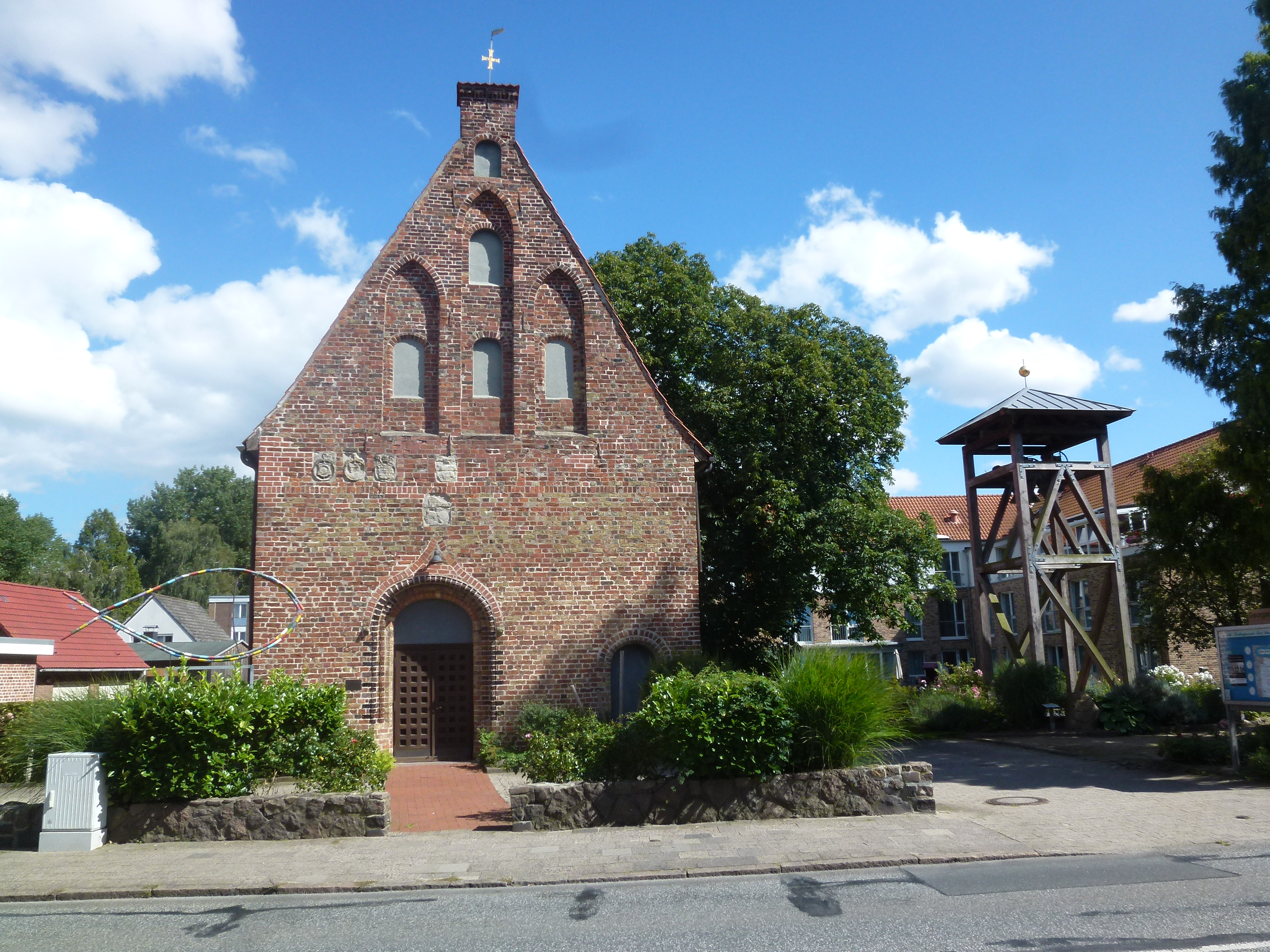
Kaple sv. Jiří (1508)
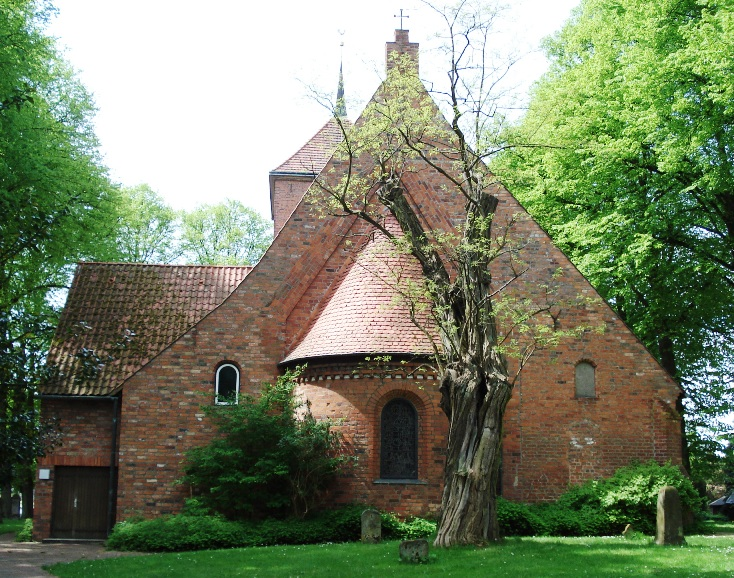
Kostel sv. Fabiána a šebastiána (13. stol.)